# OC Agaza
Olympique Club Agaza Omnisports este un club de fotbal togolez al orașului Lomé. În prezent echipa joacă în campionatul național togolez, cel mai important turneu de fotbal din țară lor, iar meciurile de acasă le susține pe stadionul Agoè-Nyivé din capitala țării.

## Istoria clubului
Fondată în anul 1978 în capitala Lomé, clubul a obținut 2 titluri de campioană a primei divizii și 5 trofee a cupei naționale. A participat la 10 turnee continentale, unde cea mai bună participare a sa, a fost finala Cupa Cupelor Africane din 1983, pe care a pierdut-o. Echipa joacă în tricouri cu dungi verzi și albe.

### Fotbaliști celebri
- Jean-Paul Abalo
- Komlan Amewou
- Akakpo Adantor
- Bachirou Salou
- Tadjou Salou
- Emmanuel Adebayor [1][2]

Din cei menționați de mai sus, cel mai valoros fotbalist pe care l-au avut în pepiniera clubului a fost Emmanuel Adebayor, care a juca pentru Agaza în perioada 1998-1999, înainte de a se alătura echipei franceze FC Metz în 2000, care a jucat, printre altele la marile cluburi din Europa, AS Monaco, Arsenal Londra, Manchester City, Real Madrid și Tottenham Hotspur.

## Palmares și statistici

### Titluri și trofee
| Competiții Naționale | Competiții Continentale                                                                                   |
| - Campionatul Togolez (2) : - Campioni : 1980, 1984. - Cupa Togoleză (5) : - Câștigători : 1979, 1981, 1984, 1988, 1999. - Finalistă : 1982, 1994, 2005. | - Cupa Cupelor CAF : - Finalistă (1) - 1983. - Semifinala (1) - 1994. - Cupa CAF : - Sferturi (1) - 1995. |

### Finala
| Finala jucată de Olympique Agaza în Cupa Cupelor a Africii | Finala jucată de Olympique Agaza în Cupa Cupelor a Africii | Finala jucată de Olympique Agaza în Cupa Cupelor a Africii | Finala jucată de Olympique Agaza în Cupa Cupelor a Africii | Finala jucată de Olympique Agaza în Cupa Cupelor a Africii |
| Finala Pierdută                                            | Finala Pierdută                                            | Finala Pierdută                                            | Finala Pierdută                                            |                                                            |
| Anul                                                       | Finalistă                                                  | Scor                                                       | Adversar                                                   |                                                            |
| ---------------------------------------------------------- | ---------------------------------------------------------- | ---------------------------------------------------------- | ---------------------------------------------------------- | ---------------------------------------------------------- |
| 1983                                                       | Olympique Agaza                                            | 2 - 3                                                      | Al-Mokawloon                                               |                                                            |

## Legături externe
- Lista fondării cluburilor din Togo
- Federația Togoleză de Fotbal